# Беренс, Михаил Андреевич
Бе́ренс Михаи́л Андре́евич (16 января 1879, Кутаиси — 20 января 1943, Тунис) — русский контр-адмирал, командующий Русской эскадрой.

## Биография
В 1898 году окончил Морской кадетский корпус с производством 15 сентября в чин мичмана. В январе-марте 1899 года исправлял должность ревизора броненосца береговой обороны «Адмирал Чичагов». В марте-мае 1899 года занимал должность адъютанта 4-го флотского экипажа. В мае-августе 1899 года занимал должность вахтенного начальника минного крейсера «Лейтенант Ильин».
1900—1901 — участник войны с Китаем. Будучи командиром плутонга канонёрской лодки «Гиляк» отличился в штурме китайских фортов Дагу (в ходе подавления Ихэтуаньского восстания). 27 сентября 1900 года награждён орденом Св. Станислава III степени с мечами и бантом.
15 февраля 1902 года назначен штурманским офицером канонерской лодки «Отважный». 6 декабря 1902 года произведен в чин лейтенанта. В апреле-августе 1903 года занимал должность штурманского офицера крейсера 1-го ранга «Варяг». 4 сентября 1903 года назначен штурманским офицером крейсера 2-го ранга «Джигит».
В 1904 году окончил Временный штурманский офицерский класс с зачислением в штурманские офицеры 1 разряда.
1904—1905 — участник русско-японской войны, сражения при Порт-Артуре, младшим штурманским офицером служил на эскадренном броненосце «Севастополь», вахтенным начальником миноносца «Смелый», командиром миноносца «Бойкий» (накануне падения крепости увёл корабль через японскую блокаду в Циндао). За отличие при обороне Порт-Артура награждён 12 декабря 1905 года орденом Св. Владимира IV степени с мечами и бантом и золотой саблей с надписью «За храбрость».
1906 — возвращение на Балтийский флот. С 5 января по 5 июля 1907 года занимал должность ревизора броненосного крейсера «Рюрик II». 6 декабря 1907 года произведен в чин старшего лейтенанта.
1909—1911 — помощник старшего офицера и старший офицер крейсера «Диана» .
1911—1913 — командир эсминца «Лёгкий». 6 декабря 1912 года произведен в чин капитана 2-го ранга.
1913—1914 — командир эсминца «Туркменец Ставропольский». 6 декабря 1913 года награждён орденом Св. Анны II степени.
В апреле 1915 года кратковременно командовал эскадренным миноносцем «Победитель».
27 апреля 1915 года назначен командиром эскадренного миноносца «Новик». 1 июля 1915 года пожалован мечами к ордену Св. Анны II степени. 18 августа 1915 года вступил в бой с двумя германскими эсминцами и нанёс им сильные повреждения, в результате чего один из них затонул. Приказом командующего флотом Балтийского моря за № 908, пожалован орденом Святого Георгия 4 степени за то, что «находясь с вверенным ему миноносцем 4 августа у Ирбенского пролива, встретил два неприятельских миноносца, из которых каждый по силе был равен „Новику“, вступил с ним в бой. Через 6 минут боя, вследствие отличной стрельбы и умелого маневрирования „Новика“, неприятельский головной миноносец, подбитый снарядами и имея пожар на баке, начал отступление. Через 10 минут после начала боя у преследуемого миноносца была сбита средняя труба и произошёл пожар на юте. „Новик“ перенёс огонь на второй миноносец, после чего неприятель обратился в бегство, преследуемый огнём „Новика“, от которого вскоре головной миноносец затонул у Михайловского маяка, а второй миноносец скрылся в тумане за заграждение и под прикрытие своих главных сил».
6 декабря 1915 года произведен в чин капитана 1-го ранга. 30 июля 1916 года награждён орденом Св. Владимира III степени с мечами.
28 ноября 1916 года назначен командиром линейного корабля «Петропавловск».
2 мая 1917 года назначен и. д. начальника штаба минной обороны Балтийского флота. 6 ноября 1917 года назначен и. д. начальника ГМШ.
1918 (12.01) — уволен со службы без права получения пенсии.
1919 (март) выехал из Петрограда в Финляндию, затем — на Дальний Восток, присоединился к адмиралу А. В. Колчаку. 8 июля 1919 года произведен в контр-адмиралы. 1919—1920 — командующий силами Приморской земской управы (Владивосток)
1920 — и. о. командующего Морскими силами на Тихом океане, в ночь на 31 января возглавил уход группы вспомогательных судов с гардемаринами Морского училища и беженцами из Владивостока в Цуругу (Япония).
1920 (28.08) — прибыл на пароходе в Севастополь в распоряжение генерала Врангеля.
1920 (сентябрь) — комендант крепости Керчь. В Вооружённых силах Юга России до эвакуации Крыма, возглавил боевую деятельность сил флота на Азовском море, начальник 2-го (Азовского) отряда судов Черноморского флота.
1920 (24.11) — младший флагман 2-го отряда Черноморской эскадры
1920 (декабрь) — один из руководителей перехода Русской эскадры из Константинополя во французскую военно-морскую базу Бизерта (Тунис).
1921 (январь) — 29 октября 1924 — командующий Русской эскадрой после отъезда адмирала Кедрова в Париж. Обеспечил ремонт кораблей, сохранение основного состава и продолжение обучения гардемарин в Морском корпусе до разоружения эскадры после признания Францией СССР 29 октября 1924 года.
В эмиграции во Франции (где зарабатывал на жизнь шитьём дамских сумочек) и Тунисе, погребён на кладбище г. Мегрин.
30.04.2001 года прах перенесён на кладбище Боржель в г. Тунис (36°49′29″ с.ш. 10°11′31″ в.д.). Надгробная плита по инициативе адмирала И. В. Касатонова была доставлена на ракетном крейсере из России и с почестями установлена на могиле контр-адмирала.
Могила М.А.Беренса включена в Перечень находящихся за рубежом мест погребения, имеющих для Российской Федерации историко-мемориальное значение (распоряжение Правительства Российской Федерации от 11.11.2010 г. № 1948-р, с изменениями от 28.08.2012 г. № 1551-р, от 04.03.2014 г. № 310-р, от 13.07. 2016 г. № 1493, от 09.06.2017 г. № 1197-р).

## Награды
Кавалер орденов:
- Орден Святого Станислава 3 степени с мечами и бантом
- Орден Святого Георгия 4 степени, «За отличия в делах против неприятеля» (18-го августа 1915 г. вступил в бой с двумя германскими эсминцами («V-99» и «V-100») и нанёс им сильные повреждения, в результате чего один из них затонул.)
- Орден Святой Анны 2 степени с мечами
- Золотая сабля с надписью «За храбрость»[источник не указан 2154 дня].

## Семья
Брат — Беренс, Евгений Андреевич, офицер русского и советского флота.